# Gaasperplas (métro d'Amsterdam)
Gaasperplas est une station de métro à Amsterdam, aux Pays-Bas. Terminus sud-est de la ligne 53 du métro d'Amsterdam, elle a été mise en service le 14 octobre 1977.